# Strelníky
Strelníky (do roku 1948 Šajba) jsou obec na Slovensku v okrese Banská Bystrica.

## Historie
První písemná zmínka o obci pochází z roku 1465 pod názvem Saiba – jde o privilegium krále Matyáše Korvína, ve kterém král potvrzuje starší výsady královského města Ľubietová, které byly zničeny během husitských válek. Z textu vyplývá, že Saiba existovala již při vpádu husitů v roce 1433 a můžeme předpokládat, že obec vznikla už někdy mezi lety 1379 a 1433.
Strelníky tedy vznikly jako poddanská obec města Ľubietová. Městě Ľubietová patřila celé území dnešních Strelníků, obyvatelé tam odváděli poddanské dávky. Vliv německého měšťanstva, které se zde usadilo, se zachoval až do současnosti v místních názvech, včetně názvu obce.